# تپه پیردیکی دوزدوزان
تپه پیردیکی دوزدوزان مربوط به سده‌های میانه و متاخر دوران‌های تاریخی پس از اسلام است و در شهرستان سرآب، بخش مهربان، شهر دوزدوزان واقع شده و این اثر در تاریخ ۱۵ دی ۱۳۸۷ با شمارهٔ ثبت ۲۳۹۳۵ به‌عنوان یکی از آثار ملی ایران به ثبت رسیده است.